# Padasjoki
Padasjoki est une municipalité du centre-sud de la Finlande, dans la région du Päijät-Häme.

## Histoire
Les traces d'habitation les plus anciennes datent de l'âge de la pierre. Des preuves d'une exploitation précoce de la limonite ont également été découvertes.
La paroisse est fondée au XVe siècle. Elle connaîtra de nombreuses scissions au cours des siècles suivants. À l'extrême fin du XVIe siècle, la bataille la plus sanglante de la guerre des massues (fi) (un important soulèvement de paysans) s'y déroule. En 1918, la commune est aussi théâtre de combats dans le cadre de la Guerre civile finlandaise.

## Démographie
Les dernières années ont vu une chute très violente de la population, en diminution de 40 % depuis 1957. Les possibilités d'emploi sont rares et le taux de chômage ne descend pas sous le seuil des 15 %. Dans ce cadre, la venue chaque été de 6-7 000 habitants supplémentaires, logeant dans 2 600 maisons de vacances, est une bouffée d'oxygène pour l'économie locale.
Depuis 1980, la démographie de Padasjoki a évolué comme suit,, :
| Année      | 1980  | 1985  | 1990  | 1995  | 2000  | 2005  |
| ---------- | ----- | ----- | ----- | ----- | ----- | ----- |
| population | 4 613 | 4 509 | 4 400 | 4 178 | 3 879 | 3 639 |

| Année      | 2010  | 2016  | 2020  |
| ---------- | ----- | ----- | ----- |
| population | 3 423 | 3 143 | 2 891 |

## Géographie
La commune est située au sud du lac Päijänne, s'étendant intégralement sur la rive occidentale.
On trouve à Padasjoki de nombreuses iles de l'archipel du lac Päijänne dont  Virmaila la plus grande île du Päijäne d'environ 10 km de long et 4 km de large.
La plupart des petites îles sont protégées dans le cadre du parc national du Päijänne.
En plus du parc national du Päijänne, les sites Natura 2000 de Padasjoki comprennent Vesijako, la forêt de Saksala, les prairies de Kasiniemi, Jussila Keto, Auttoinen, Ammajanvuori, qui est une forêt ancienne exceptionnellement grande pour le sud de la Finlande, la zone d'Evo, Kurkisuo et Huhkainvuori.
Le paysage est accidenté, sculpté par les glaciations, les eskers se croisant et se chevauchant sans cohérence apparente.
La commune est très sauvage. La municipalité comporte deux agglomérations principales: Le bourg de Padasjoki proprement dit, à proximité de la route nationale 24, concentre un peu plus de la moitié de la population, le reste se répartissant entre 16 autres villages dont au moins 4 dépassent le seuil des 100 habitants.
Le village centre est situé à 50 km de Lahti, 90 km de Tampere et 150 km d'Helsinki.

## Distances
| - Helsinki 150 km - Hämeenlinna 65 km | - Jyväskylä 120 km - Lahti 54 km | - Tampere 90 km - Jämsä 65 km |

### Transports routiers
Padasjoki est situé à l'intersection de la route nationale 24 et de la route principale 53.
Les arrêts Taulu et Arrakoski des bus express sont situés le long de la route nationale 24.

### Transports ferroviaires
La gare ferroviaire la plus proche est la gare de Lahti, à environ 50 km.
Les gares d'Hämeenlinna et de Jämsä sont à environ 65 kilomètres, et la gare d'Orivesi à environ 75 kilomètres.

### Transports aériens
L'aéroport de Tampere-Pirkkala est à environ 110 km et l'aéroport d'Helsinki-Vantaa est à 145 km.

### Transports lacustres
Pendant l'été, des navettes lacustres circulent entre de Padasjoki et Vääksy, Sysmä, Kelvenne, Virmaila et Kuhmoinen.
De plus, une partie des transports lacustres de passagers entre Jyväskylä et Lahti s'arrêtent à Padasjoki

## Personnalités
- Adolf Ivar Arwidsson (1791–1858), écrivain
- Juuso Pykälistö (1975-), pilote de rallye

## Galerie

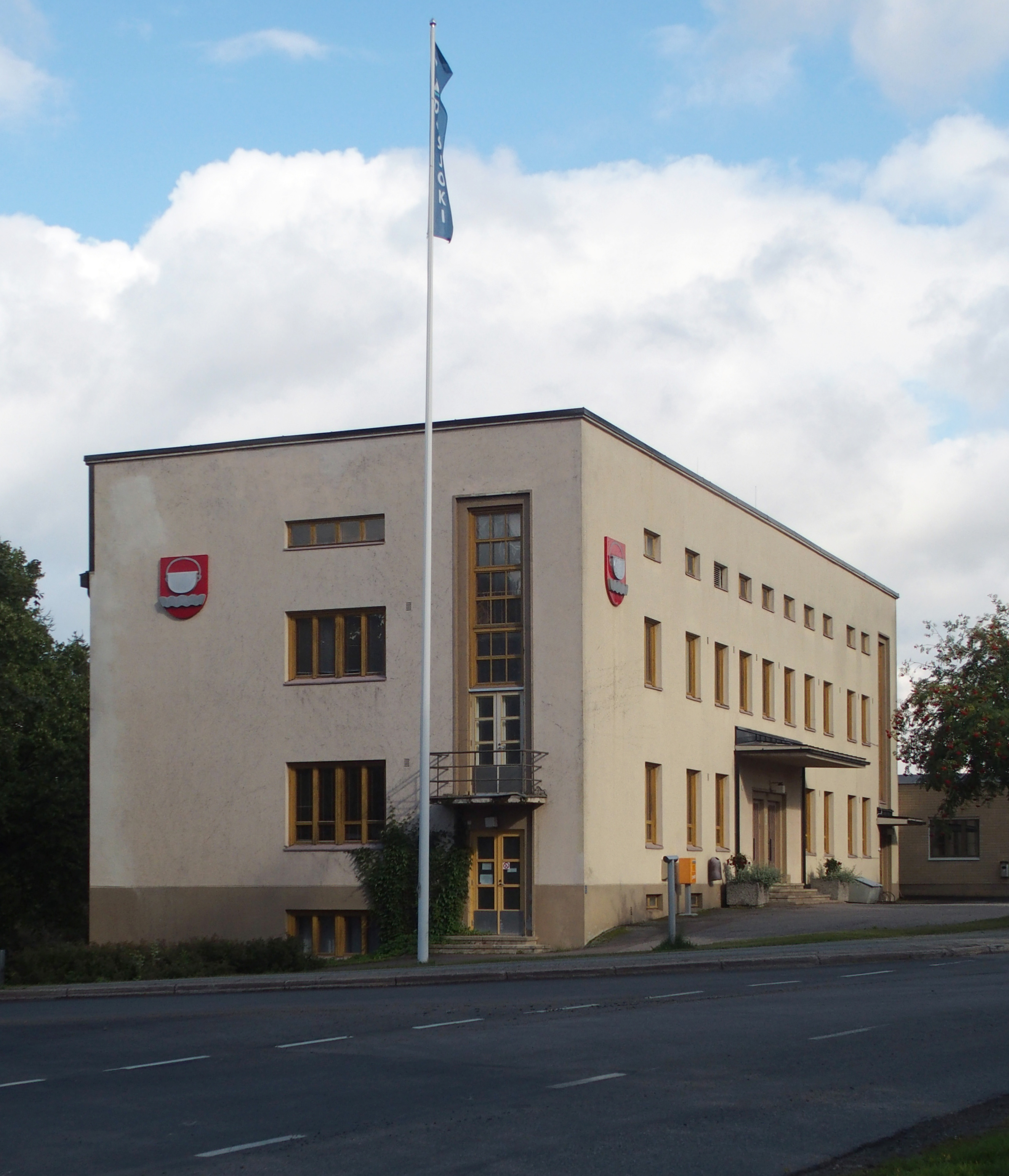
Mairie de Padasjoki.
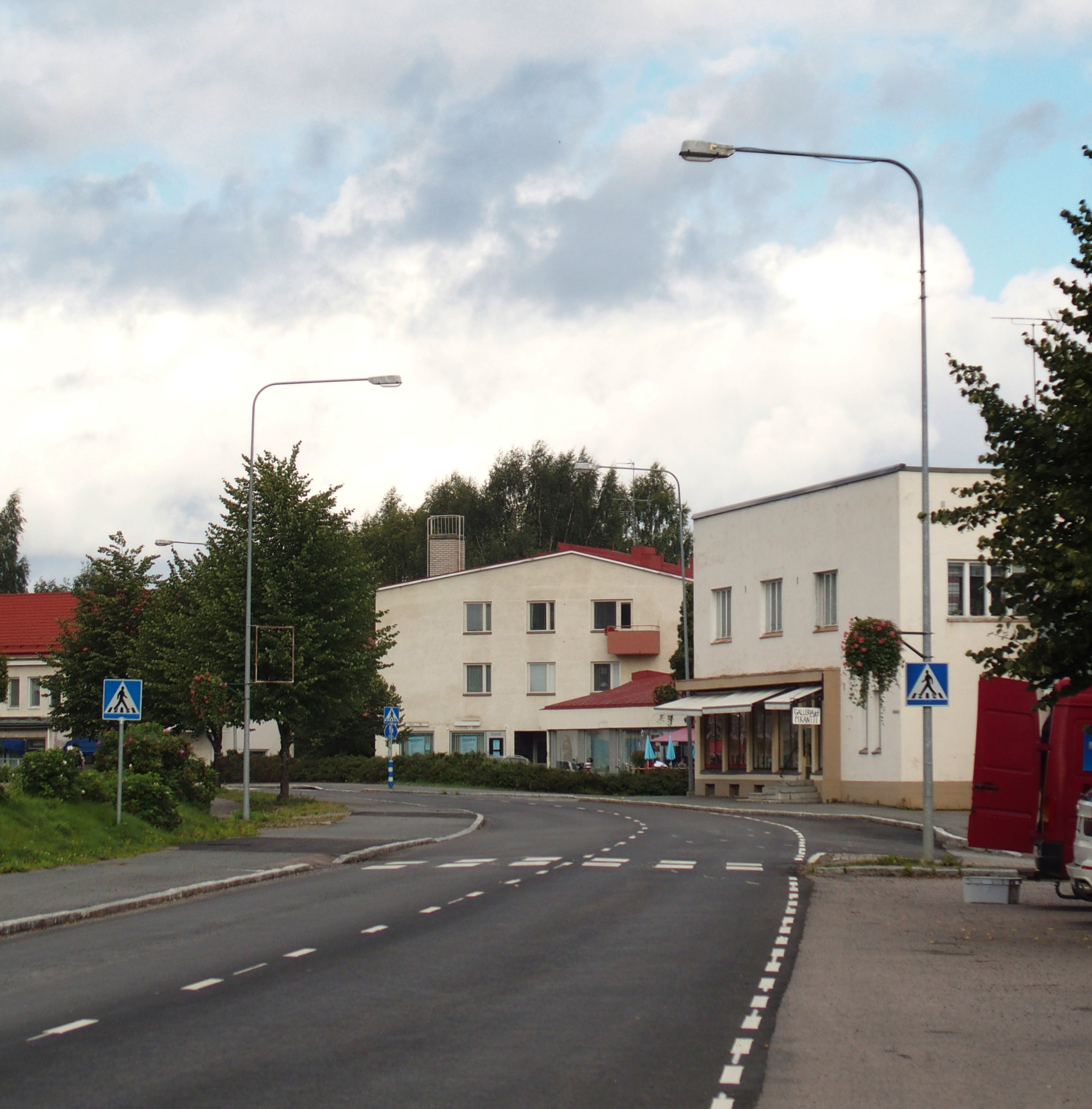
Rue de Padasjoki.
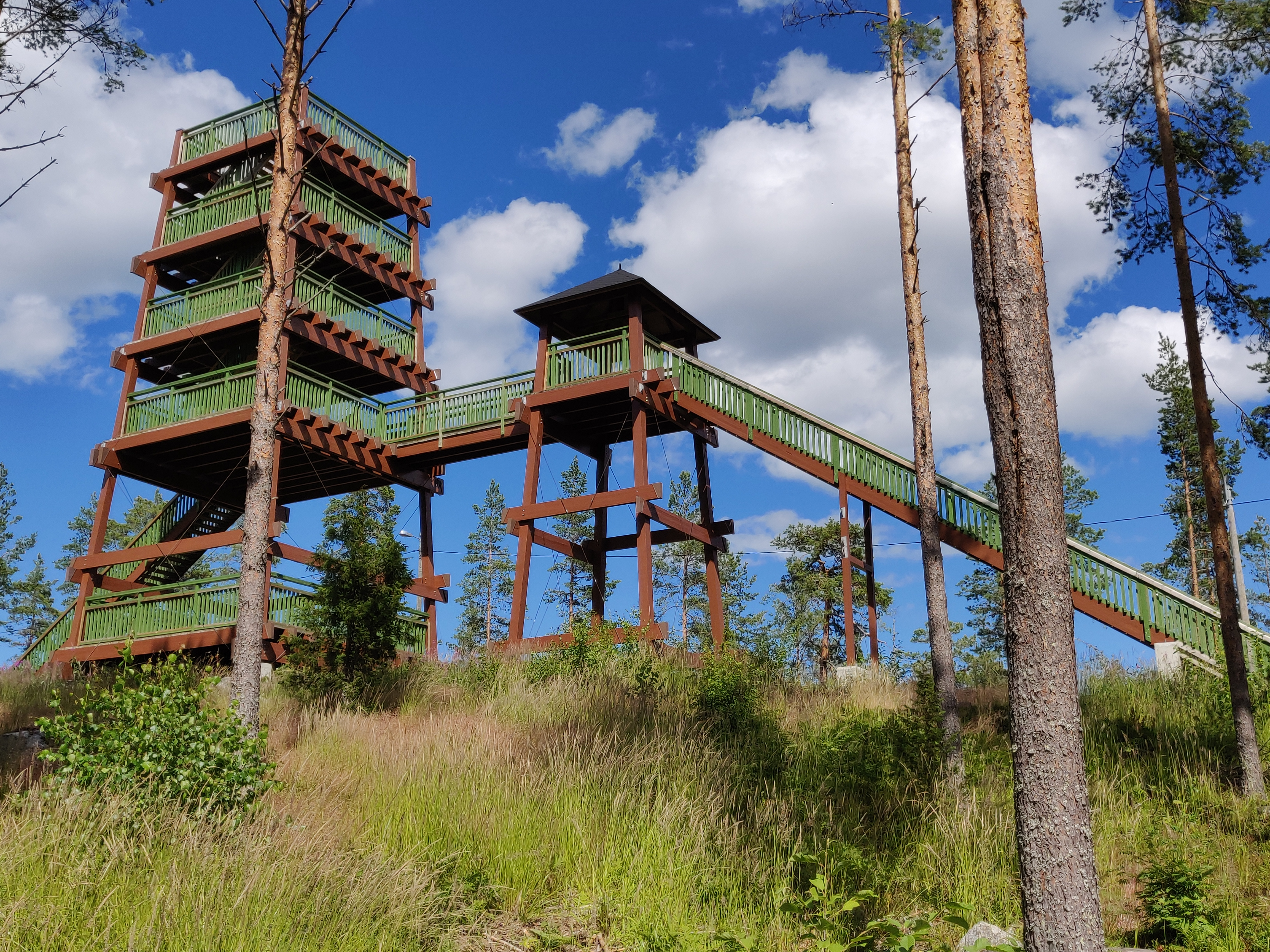
Tours d'observation.
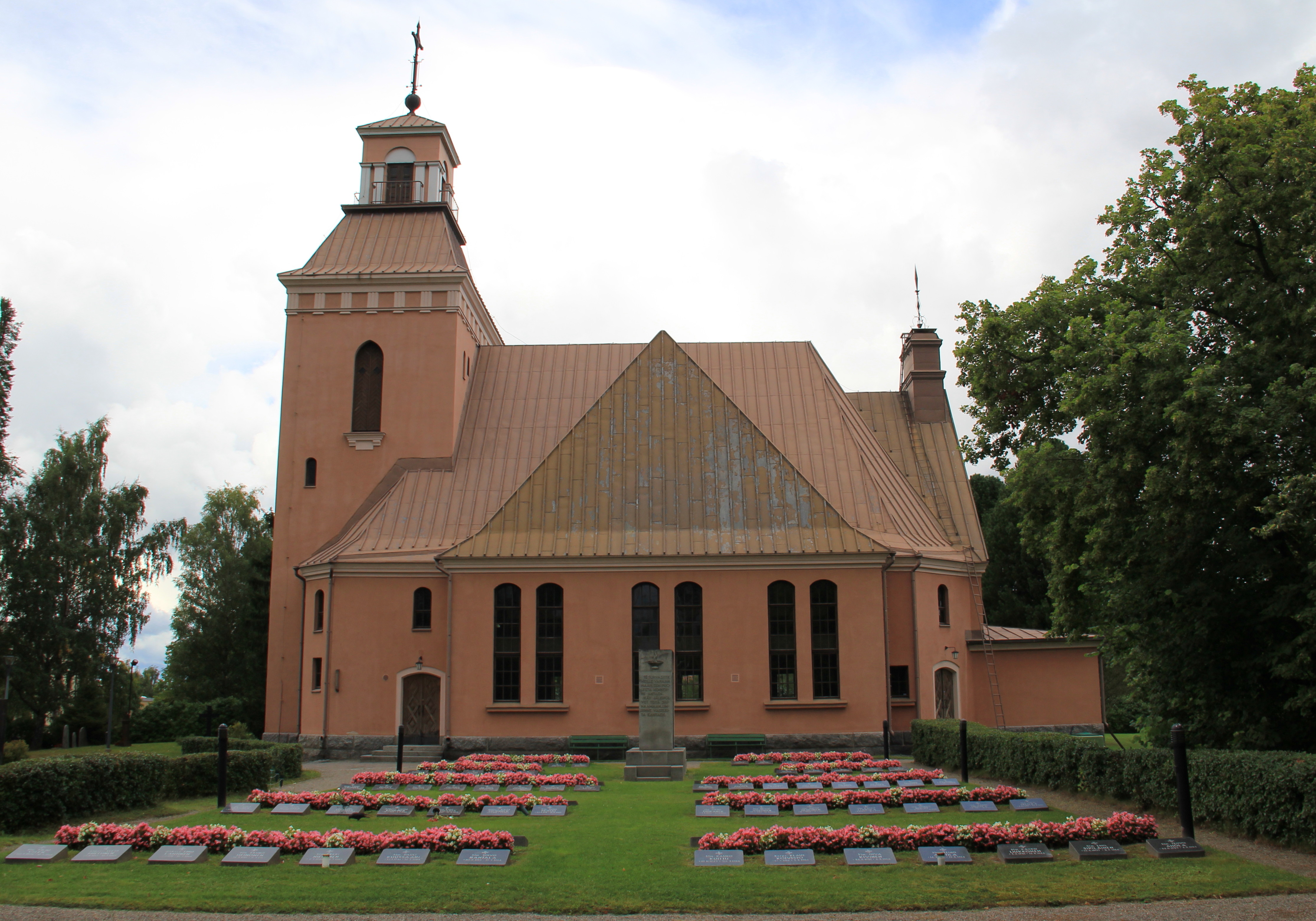
Église de Padasjoki.